# 桜井村 (長野県)
桜井村（さくらいむら）は長野県南佐久郡にあった村。現在の佐久市桜井にあたる。

## 地理
- 河川：千曲川

## 歴史
- 1889年（明治22年）4月1日 - 町村制の施行により、南佐久郡桜井村が単独で自治体を形成。
- 1954年（昭和29年）4月1日 - 南佐久郡野沢町・大沢村・岸野村・前山村と新設合併し、改めて野沢町が発足。同日桜井村廃止。

## 交通

### 道路
- 国道142号

現在は旧村域に中部横断自動車道の佐久南インターチェンジの敷地の一部が所在するが、当時は未開通。